# Pavlov (okres Havlíčkův Brod)
Pavlov (německy Pawlow) je obec v okrese Havlíčkův Brod v Kraji Vysočina. Žije zde 135 obyvatel. V obci se nachází záchranná stanice zvířat.

## Historie
První písemná zmínka o obci pochází z roku 1289.

## Obyvatelstvo
| Rok            | 1869 | 1880 | 1890 | 1900 | 1910 | 1921 | 1930 | 1950 | 1961 | 1970 | 1980 | 1991 | 2001 |
| Počet obyvatel | 393  | 422  | 277  | 248  | 246  | 247  | 239  | 225  | 214  | 184  | 159  | 134  | 125  |

## Příroda
Stanice Pavlov je záchranná stanice pro hendikepované živočichy. Součástí je i přírodní zahrada, která slouží jako inspirace pro budování přírodních zahrad.

## Pamětihodnosti
- Kaple
- Kříž v centru vsi
- Křížek na západě vsi s kamenem
- Kámen s vytesaným křížem u křížku na západě vsi

## Galerie

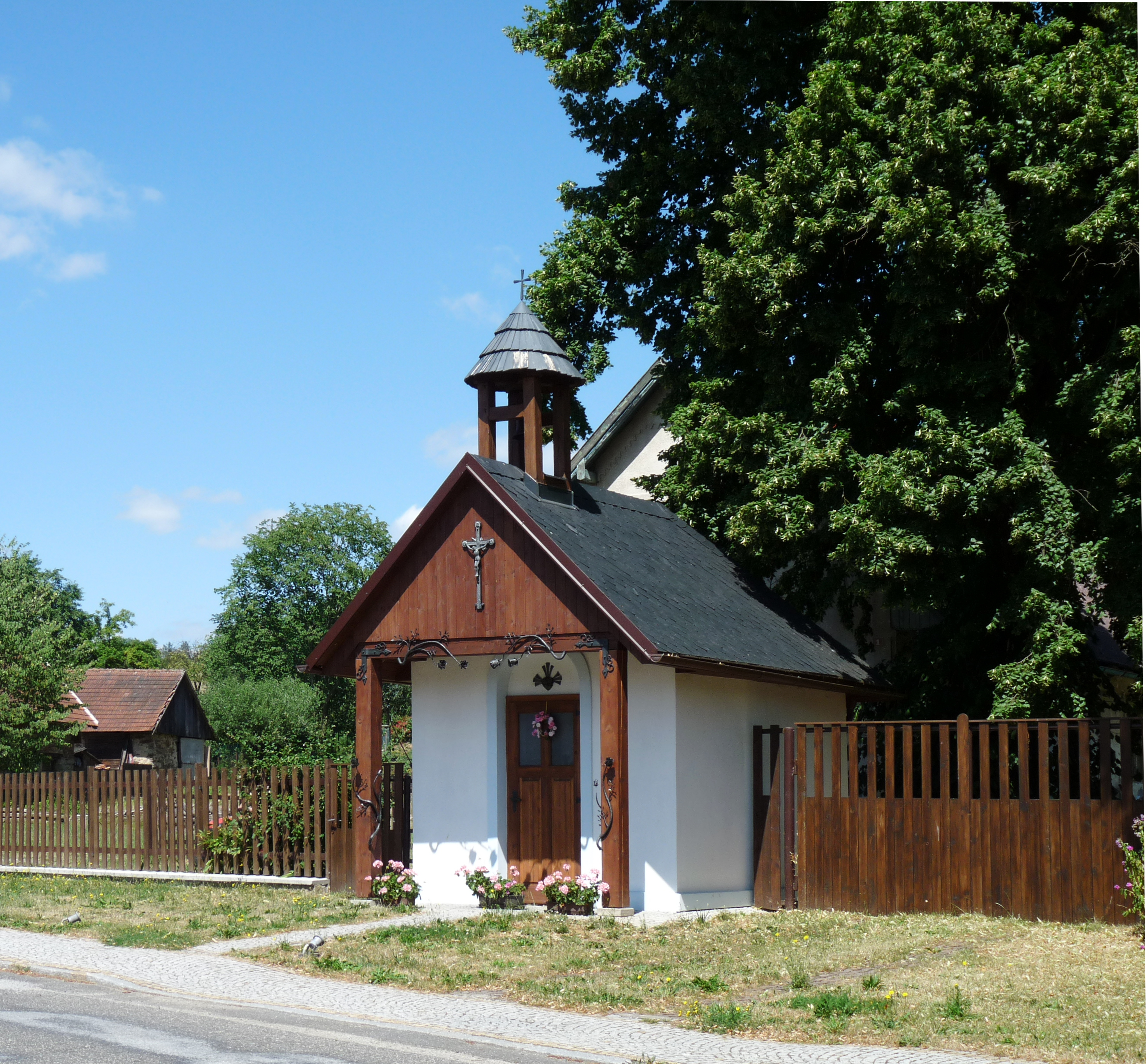
Kaple
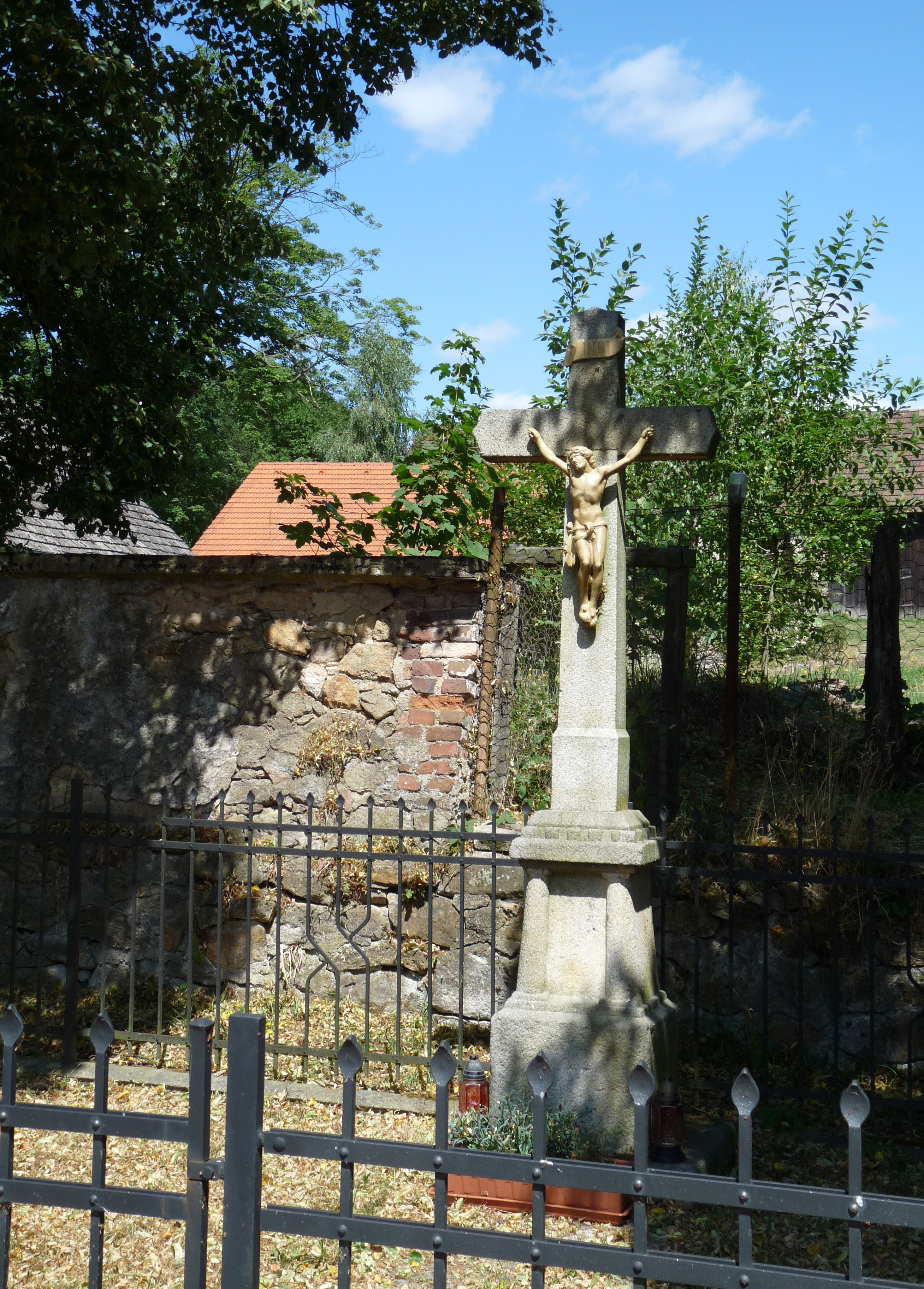
Kříž v centru vsi
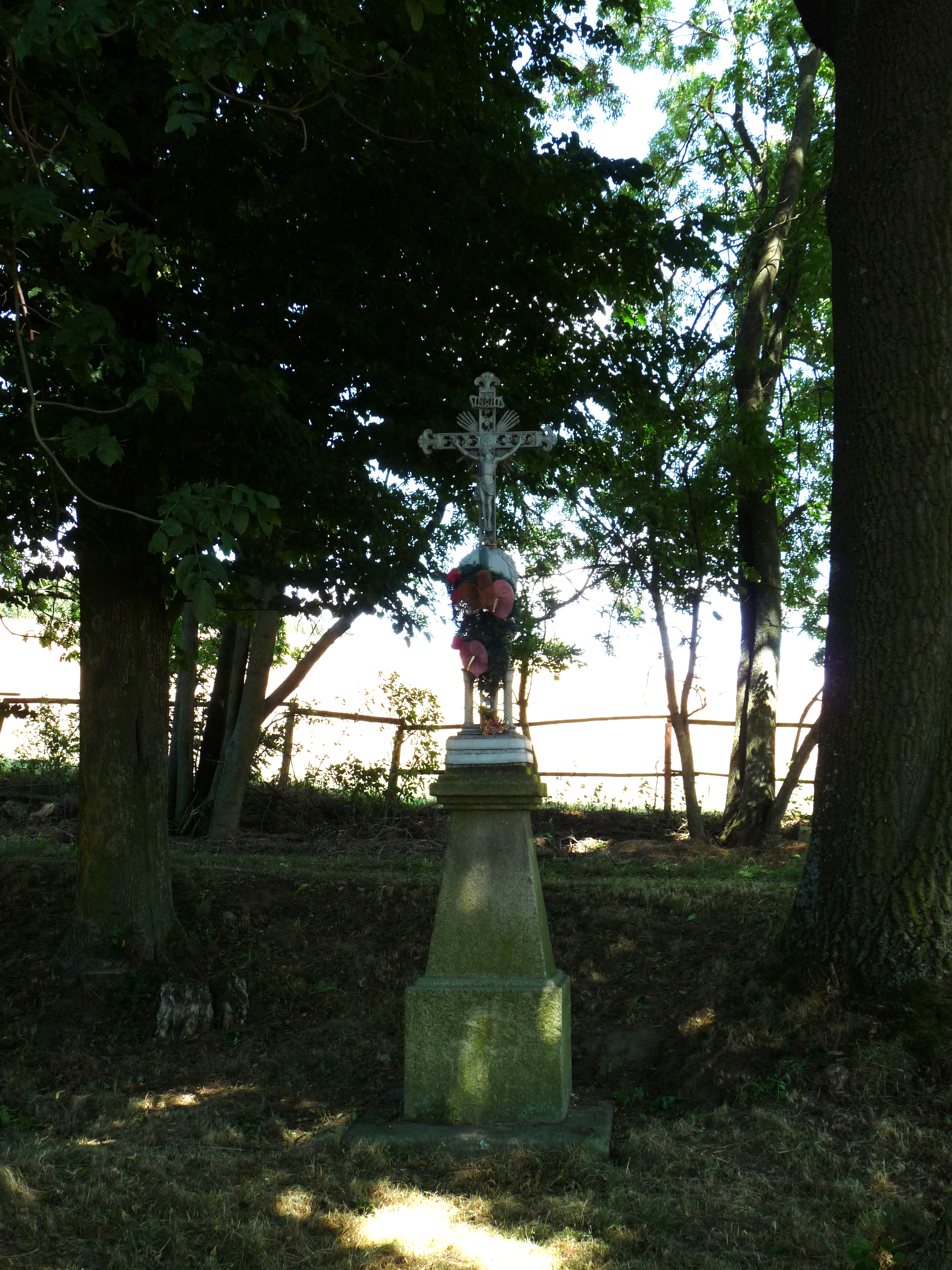
Křížek na západě vsi s kamenem
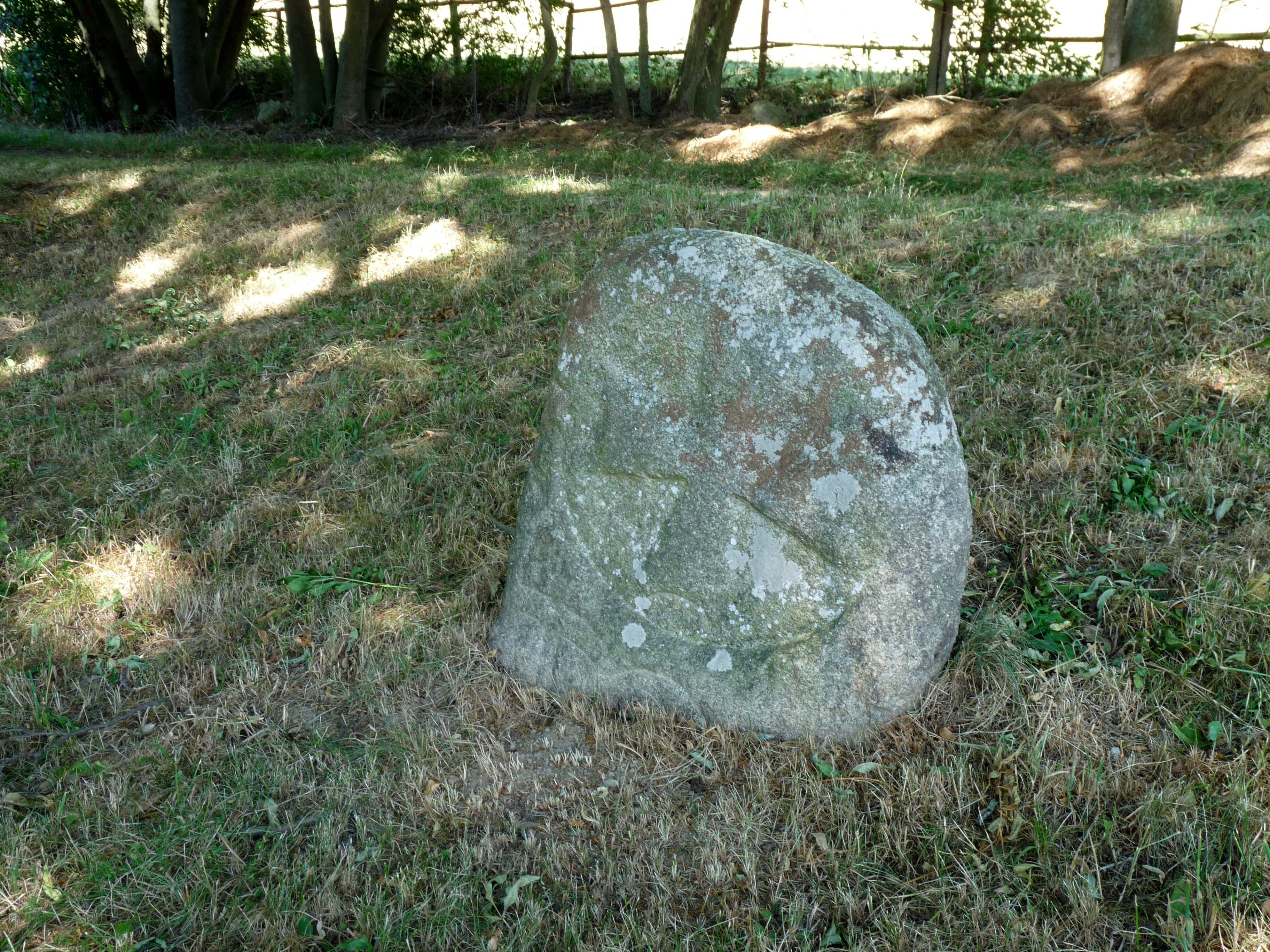
Kámen u křížku na západě vsi